# Dragoljub Jacimović
Dragoljub Jacimović est un joueur d'échecs macédonien, né le 10 janvier 1964, deux fois champion de Macédoine et grand maître international depuis 2001.
Au 1er février 2023, Dragoljub Jacimović est le huitième joueur macédonien avec un classement Elo de 2 402 points.

## Biographie et carrière
Grand maître international depuis 2001, Dragoljub Jacimović remporta le championnat de Macédoine d'échecs en 1996 et 1998.
Dragoljub Jacimović a représenté la Macédoine lors de cinq olympiades de 1994 à 2006, jouant au troisième échiquier à trois reprises (en 1994, 1998 et 2000) et marquant 30,5 points en 50 parties. En 2000, il remporta la médaille d'or individuelle avec 7 points sur 9 marqués, meilleur pourcentage des joueurs participant au troisième échiquier.
Il a participé à la Coupe d'Europe des clubs d'échecs à quinze reprises : en 1990 avec l'équipe du ŠK Radnički Belgrade, puis sans interruption de 1996 à 2008 avec l'équipe du Alkaloid de Skopje.
Il a également participé au championnat d'Europe d'échecs des nations avec la Macédoine en 1993, 2001, 2005 et 2013, jouant au troisième échiquier en 2005 avec 12 points marqués  en 23 parties. En 2001, il participa au championnat du monde d'échecs par équipes (au troisième échiquier, la Macédoine finit avant-dernière sur neuf équipes).